# Campionato del mondo sportprototipi 1986
Il Campionato del mondo sportprototipi 1986 (en. World Sports-Prototype Championship 1986), è stata la 15ª edizione del Campionato del mondo sportprototipi.

## Risultati
| Nº | Data         | Gara                     | Costruttore vincitore | Piloti vincitori                         | Resoconto |
| -- | ------------ | ------------------------ | --------------------- | ---------------------------------------- | --------- |
| 1  | 20 aprile    | 360 km di Monza          | Porsche               | Hans-Joachim Stuck Derek Bell            | Resoconto |
| 2  | 4 maggio     | 1000 km di Silverstone   | Jaguar                | Derek Warwick Eddie Cheever              | Resoconto |
| 3  | 1 giugno     | 24 Ore di Le Mans        | Porsche               | Hans-Joachim Stuck Derek Bell Al Holbert | Resoconto |
| 4  | 29 giugno    | 200 Miglia del Norisring | Porsche               | Klaus Ludwig                             | Resoconto |
| 5  | 20 luglio    | 1000 km di Brands Hatch  | Porsche               | Bob Wollek Mauro Baldi                   | Resoconto |
| 6  | 3 agosto     | 360 km di Jerez          | Porsche               | Oscar Larrauri Jésus Pareja              | Resoconto |
| 7  | 24 agosto    | 1000 km del Nürburgring  | Sauber                | Mike Thackwell Henri Pescarolo           | Resoconto |
| 8  | 15 settembre | 1000 km di Spa           | Porsche               | Thierry Boutsen Frank Jelinski           | Resoconto |
| 9  | 15 ottobre   | 1000 km del Fuji         | Porsche               | Paolo Barilla Piercarlo Ghinzani         | Resoconto |

## Classifiche

### Campionato mondiale mondiale piloti
Note Sono indicati solo i primi 10 piloti classificati su un totale di 77.
| Pos | Pilota             | Costruttore | 1  | 2  | 3  | 4  | 5  | 6  | 7  | 8  | 9  | Totale |
| --- | ------------------ | ----------- | -- | -- | -- | -- | -- | -- | -- | -- | -- | ------ |
| 1   | Derek Bell         | Porsche     | 20 | 15 | 20 |    | 15 |    |    | 12 |    | 82     |
| 2   | Hans-Joachim Stuck | Porsche     | 20 | 15 | 20 |    | 15 |    |    | 12 |    | 82     |
| 3   | Derek Warwick      | Jaguar      |    | 20 |    | 12 | 10 | 12 |    | 15 | 12 | 81     |
| 4   | Frank Jelinsk      | Porsche     |    | 2  |    | 10 | 12 | 15 |    | 20 | 15 | 74     |
| 5   | Eddie Cheever      | Jaguar      |    | 20 |    | 15 | 6  |    |    | 8  | 12 | 61     |
| 6   | Oscar Larrauri     | Porsche     | 10 | 1  | 15 |    |    | 20 |    |    | 4  | 50     |
| 7   | Paolo Barilla      | Porsche     |    | 6  |    |    | 8  |    |    | 10 | 20 | 44     |
| 8   | Thierry Boutsen    | Porsche     | 8  |    |    | 1  | 12 |    |    | 20 |    | 41     |
| 9   | Mauro Baldi        | Porsche     |    |    | 2  |    | 20 |    | 15 | 1  |    | 38     |
| 10  | Jürgen Lässig      | Porsche     |    |    | 8  | 4  | 3  | 10 | 10 |    |    | 35     |

### Campionato mondiale squadre
Note Sono indicate solo le prime 4 squadre su 20 classificate.
| Pos | Costruttore         | 1 | 2  | 3  | 4 | 5 | 6 | 7 | 8  | 9  | Totale |
| --- | ------------------- | - | -- | -- | - | - | - | - | -- | -- | ------ |
| 1   | Brun Motorsport     |   | 2  | 15 |   |   |   |   | 20 | 15 | 52     |
| 2   | Joest Racing        |   | 6  | 12 |   |   |   |   | 10 | 20 | 48     |
| 3   | Rothmans Porsche    |   | 15 | 20 |   |   |   |   | 12 |    | 47     |
| 3   | TWR Silk Cut Jaguar |   | 20 |    |   |   |   |   | 15 | 12 | 47     |